# Bartsia
- Commons
- Wikispecies

Bartsia L. é um género botânico pertencente à família Orobanchaceae.

## Espécies
Bartsia abyssinica Bartsia acuminata Bartsia adenophylla
Bartsia alba Bartsia alpina Bartsia altissima
Bartsia anomala Bartsia aprica Bartsia aspera
Bartsia asperrima Bartsia aurea Bartsia australis
Bartsia bartsioides Bartsia bicolor Bartsia biloba
Bartsia brachyantha Bartsia breviflora Bartsia calycina
Bartsia campii Bartsia camporum Bartsia canescens
Bartsia capensis Bartsia carnea Bartsia chilensis
Bartsia ciliolata Bartsia cinerea Bartsia coccinea
Bartsia crenata Bartsia crenoloba Bartsia crisafulli
Bartsia crisafullii Bartsia curtiflora Bartsia decurva
Bartsia densiflora Bartsia diffusa Bartsia duripilis
Bartsia elachophylla Bartsia elgonensis Bartsia elongata
Bartsia euphrasioides Bartsia fagonii Bartsia fiebrigii
Bartsia filiformis Bartsia flava Bartsia frigida
Bartsia garideli Bartsia glabra Bartsia glandulifera
Bartsia glauca Bartsia gracilis Bartsia granatensis
Bartsia grandiflora Bartsia guggenheimiana Bartsia gymnandra
Bartsia heterophylla Bartsia hispida Bartsia humilis
Bartsia imbricata Bartsia inaequalis Bartsia integrifolia
Bartsia jujuyensis Bartsia keniensis Bartsia kilimandscharica
Bartsia laciniata Bartsia lanceolata Bartsia laniflora
Bartsia laticrenata Bartsia latifolia Bartsia laxiflora
Bartsia laxissima Bartsia litoralis Bartsia longiflora
Bartsia lutea Bartsia macrocalyx Bartsia macrophylla
Bartsia mannii Bartsia maxima Bartsia melampyroides
Bartsia meyeniana Bartsia mollis Bartsia multifida
Bartsia mutica Bartsia nyikensis Bartsia odontites
Bartsia orerensis Bartsia orthocarpiflora Bartsia pallida
Bartsia parviflora Bartsia parvifolia Bartsia patens
Bartsia patriciae Bartsia pauciflora Bartsia pedicellata
Bartsia pedicularoides Bartsia peruviana Bartsia petitiana
Bartsia pumila Bartsia purpurea Bartsia pyricarpa
Bartsia ramosa Bartsia remota Bartsia rhinanthoides
Bartsia rigida Bartsia rubricoma Bartsia sanguinea
Bartsia santolinaefolia Bartsia santolinifolia Bartsia scabra
Bartsia scordifolia Bartsia serrata Bartsia sericea
Bartsia serotina Bartsia sibirica Bartsia similis
Bartsia simulans Bartsia spicata Bartsia spissifolia
Bartsia stricta Bartsia strigosa Bartsia subinclusa
- «Lista completa»

## Classificação do gênero
| Sistema | Classificação                        | Referência               |
| ------- | ------------------------------------ | ------------------------ |
| Linné   | Classe Didynamia, ordem Angiospermia | Species plantarum (1753) |